# Llista de governadors de Sonora

Escut de Sonora

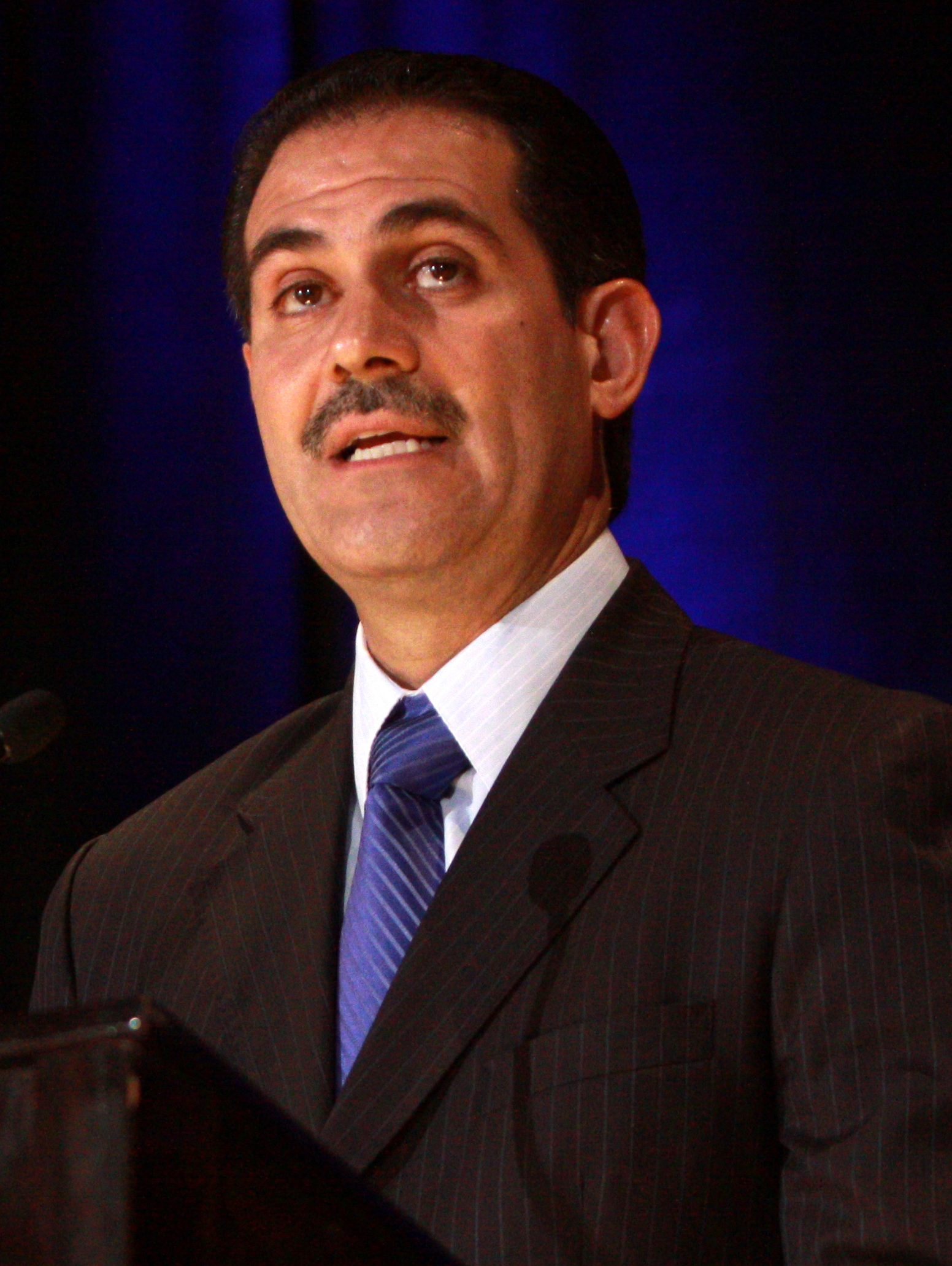
Guillermo Padrés Elías

Aquesta és la llista de governadors de Sonora. Segons la Constitució Política de l'Estat Lliure i Sobirà de Sonora, l'exercici del Poder Executiu d'aquesta entitat mexicana, es diposita en un sol individu, que es denomina Governador Constitucional de l'Estat Lliure i Sobirà de Sonora i que és elegit per a un període de 6 anys no reeligibles per cap motiu. El període governamental comença el dia 13 de setembre de l'any de l'elecció i acaba el 12 de setembre després d'haver transcorregut sis anys.
L'estat de Sonora va ser creat en 1824 (amb la proclamació de la primera constitució mexicana) com un dels estats originals de la federació, per la qual cosa al llarg de la seva vida històrica ha passat per tots els sistemes de govern vigents a Mèxic, tant el sistema federal com el sistema central, i cosa la denominació de l'entitat ha variat entre estat i departament; variant juntament amb ella, la denominació del titular del Poder Executiu de l'Estat.
Anteriorment, la Reial Ordre expedida a Sevilla el 12 de març de 1732 va autoritzar l'establiment del Govern de Sonora i Sinaloa a càrrec d'un governador i capità general.
Los individuos que han ocupado la Gubernatura del Estado de Sonora, en sus diferentes denominaciones, han sido los siguientes:

## Governadors de l'Estag de Sonora i Sinaloa (Estado de Occidente)
- (1734) Coronel Manuel Bernal de Huidobro
- (1737) i (1740) Miguel Nicolás de Mena
- (1741) Agustín de Vildósola
- (1748) José Rafael Rodríguez Gallardo
- (1749) Diego Ortiz de Parrilla
- (1753) Pablo de Arce y Arroyo
- (1755) Juan Antonio de Mendoza
- (1760) Capitán Bernardo de Urrea
- (1761) Capitán José Tienda de Cuervo
- (1762) Capitán Bernardo de Urrea
- (1763) Juan Claudio de Pineda
- (1770) Pedro Corbalán
- (1772) Mateo Sastré
- (1773) Manuel de la Azuela
- (1773) Capitán Bernardo de Urrea governà des de finals de maig de 1773 al 26 d'agost de 1773
- (1773) Francisco Antonio Crespo
- (1777) Pedro Corbalán
- (1787) Pedro Garrido y Durán (governador intendent)
- (1789) Agustín de las Cuentas Zayas
- (1790) Brigadier Enrique Grimarest
- (1793) Alonso Tresierra y Cano
- (1796) Brigadier Alejo García Conde
- (1813) Ignacio de Bustamante
- (1813) Alonso Tresierra y Cano
- (1814) Antonio Cordero
- (1817) Esteban Echegaray
- (1818) Ignacio de Bustamante
- (1818) Manuel Fernández Rojo
- (1818) Ignacio de Bustamante
- (1819) Juan José Lombán
- (1819) Antonio Cordero
- (1821) Ignacio de Bustamante
- (1822) Antonio Pascual Narbona

## Governadors de la província de Sonora
- (1822) Fernando Espinosa de los Monteros
- (1823) Rafael Morales
- (1823) Antonio Pascual Narbona
- (1823) Mariano de Urrea
- (1824) Juan Manuel Riesgo
- (1824) Francisco Iriarte
- (1825) Simón Elías González
- (1825) Nicolás María Gaxiola
- (1826) Simón Elías González
- (1826) Nicolás María Gaxiola
- (1826) Francisco Iriarte
- (1826) Francisco Orrantia
- (1826) Francisco Iriarte
- (1827) José María Gaxiola
- (1828) José María Almada
- (1828) José María Gaxiola
- (1829) José María Almada
- (1829) Francisco Iriarte
- (1830) Leonardo Escalante
- (1830) Francisco Escobosa
- (1830) Leonardo Escalante

## Governadors de l'Estat de Sonora
- (1831) Tomás Escalante
- (1831) Leonardo Escalante governà del 10 de maig de 1831 a l'1 de maig de 1832
- (1832) Manuel Escalante y Arvizu governà de l'1 de maig de 1832 a l'1 d'agost de 1832
- (1832) Ignacio de Bustamante governà de l'1 d'agost de 1832 al 6 d'agost de 1832
- (1832) José María Mendoza governà de 6 d'agost de 1832 al 10 d'agost de 1832
- (1832) Manuel Escalante y Arvizu governà d'11 d'agost de 1832 a novembre de 1832
- (1832) Ignacio de Bustamante governà durant desembre de 1832
- (1833) José Lucas Picó governà de gener de 1833 a febrer de 1833
- (1833) Ignacio de Bustamante governà durant febrer de 1833
- (1833) Manuel Escalante y Arvizu governà de febrer de 1833 a juny de 1833
- (1833) Ignacio de Bustamante governà en juny de 1833
- (1833) José Lucas Picó governà de juny de 1833 a agosto de 1833
- (1833)-(1834) Manuel Escalante y Arvizu governà d'agost de 1833 a julio de 1834
- (1834) Ignacio de Bustamante governà de julio de 1834 a octubre de 1834
- (1834)-(1835) Manuel Escalante y Arvizu governà d'octubre de 1834 a gener de 1835
- (1835) Ignacio de Bustamante governà en gener de 1835
- (1835) Manuel Escalante y Arvizu governà de gener de 1835 a abril de 1835
- (1835) Ignacio de Bustamante governà en abril de 1835
- (1835) Manuel Escalante y Arvizu governà d'abril de 1835 a juny de 1835
- (1835) Ignacio de Bustamante governà en juny de 1835
- (1835) Manuel Escalante y Arvizu governà de juny de 1835 a novembre de 1835

## Governadors de l'Estat de Sonora (govern central)
- (1835)-(1837) Manuel Escalante y Arvizu governà del 21 de novembre de 1835 al 5 de juny de 1837
- (1837) Rafael Elías González governà del 5 de juny de 1837 al 12 d'octubre de 1837
- (1837) Manuel Escalante y Arvizu governà del 12 d'octubre de 1837 al 26 de novembre de 1837
- (1837) Manuel María Gándara
- (1838) General José Urrea
- (1838) Manuel María Gándara
- (1839) José Lucas Picó
- (1839) Manuel María Gándara
- (1840) José Lucas Picó
- (1841) Manuel María Gándara
- (1841) José Lucas Picó
- (1842) Pedro Bautista Aguayo
- (1842) General José Urrea
- (1843) General José María Elías González
- (1843) General José Urrea
- (1844) General Francisco Ponce de León
- (1844) General José Urrea
- (1845) Coronel Francisco Andrade
- (1845) José María Gaxiola
- (1845) Coronel Francisco Andrade
- (1845) José María Gaxiola
- (1846) Coronel Fernando Cuesta

## Governadors de l'Estat de Sonora (règim federal)
- (1847) Luis Redondo
- (1847) Manuel María Gándara
- (1849) Juan B. Gándara
- (1849) José de Aguilar
- (1851) Fernando Cubillas

## Governadors de l'Estat de Sonora (dictadura de Santa Anna)
- (1853) Manuel María Gándara
- (1853) Mariano de la Peña
- (1853) Manuel María Gándara
- (1853) Fernando Cubillas
- (1853) Manuel María Gándara
- (1854) General José María Yáñez
- (1854) Manuel María Gándara
- (1854) General Domingo Ramírez de Arellano
- (1855) General Pedro Espejo

## Governadors de l'Estat de Sonora (Pla d'Ayutla)
- (1855) Manuel María Gándara
- (1856) José de Aguilar Domínguez
- (1856) Ramón Encinas i alhora pel bàndol liberal el Coronel Ignacio Pesqueira.

## Governadors de l'Estat Lliure i Sobirà de Sonora
- (1857) José de Aguilar Domínguez
- (1857) Coronel Ignacio Pesqueira
- (1861) José Escalante y Moreno
- (1861) Coronel Ignacio Pesqueira
- (1865) General Jesús García Morales
- (1866) Coronel Ignacio Pesqueira
- (1868) Manuel Monteverde
- (1868) Coronel Ignacio Pesqueira
- (1869) Manuel Monteverde
- (1869) Coronel Ignacio Pesqueira
- (1870) Julián Escalante y Moreno
- (1870) Coronel Ignacio Pesqueira
- (1872) Joaquín M. Aztiazarán
- (1872) Coronel Ignacio Pesqueira
- (1873) Joaquín M. Aztiazarán
- (1873) Coronel Ignacio Pesqueira
- (1873) Joaquín M. Aztiazarán
- (1874) Coronel Ignacio Pesqueira
- (1874) Joaquín M. Aztiazarán
- (1875) Coronel Ignacio Pesqueira
- (1875) Coronel José J. Pesqueira
- (1876) General Vicente Mariscal
- (1877) General Francisco Serna
- (1877) General Vicente Mariscal
- (1879) General Francisco Serna
- (1879) Coronel José Tiburcio Otero
- (1881) Coronel Luis E. Torres
- (1881 - 1882): Carlos Rodrigo Ortiz Retes
- (1882): Antonio Escalante
- (1882): Cirilo Ramírez
- (1882-1883): Felizardo Torres
- (1896 - 1899): Ramón Corral
- (1899) Fernando Aguilar Aguilar
- (1899): Ramón Corral
- (1905) Rafael Izábal
- (1905) Fernando Aguilar Aguilar
- (1905-1906) Rafael Izábal
- (1906) Fernando Aguilar Aguilar
- (1906) Rafael Izábal
- (1909 - 1911): Alberto Cubillas
- (1911) Avelino Espinoza
- (1911) Francisco de Padua Morales (governador de Sonora)
- (1913 - 1915): Francisco H. García
- (1916 - 1917): Adolfo de la Huerta
- (1915 - 1919): Plutarco Elías Calles
- (1920): Joaquín S. Bustamante
- (1920): Alberto M. Sánchez
- (1920): Francisco S. Elías
- (1919 - 1923): Adolfo de la Huerta
- (1920 - 1921): Flavio Bórquez
- (1923): Francisco C. Hoyos
- (1923): Adolfo de la Huerta
- (1923): Flavio Bórquez
- (1923 - 1925): Alejo Bay
- (1925 - 1925): Rodolfo Garayzar (Interí 14/nov/1925 - 28/Des/1925)
- (1923 - 1927): Alejo Bay
- (1927 - 1927): Rodolfo Garayzar (Interí 01/Abr/1927 - 04/Abr/1927)
- (1927 - 1929): Fausto Topete
- (1929 - 1931): Francisco S. Elías
- (1931 - 1934): Rodolfo Elias Calles
- (1934 - 1935): Emiliano M. Corella
- (1935): Ramón Ramos Aldama
- (1935 - 1937): Jesús Gutiérrez Cázares
- (1937 - 1939): Román Yocupicio Valenzuela
- (1939 - 1943): Anselmo Macías Valenzuela
- (1943 - 1948): Abelardo L. Rodríguez
- (1948 - 1949): Horacio Sobarzo Díaz
- (1949 - 1955): Ignacio Soto Martínez
- (1955 - 1961): Álvaro Obregón Tapia
- (1961 - 1967): Luis Encinas Johnson
- (1967): Carlos Lafontaine Suárez
- (1967 - 1973): Faustino Félix Serna
- (1973 - 1975): Carlos Armando Biebrich
- (1975 - 1979): Alejandro Carrillo Marcor
- (1979 - 1985): Samuel Ocaña García
- (1985 - 1991): Rodolfo Félix Valdés
- (1991): Mario Morúa Johnson
- (1991 - 1997): Manlio Fabio Beltrones
- (1997 - 2003): Armando López Nogales
- (2003 - 2009): Eduardo Bours
- (2009 - 2015): Guillermo Padrés Elías